# Amigos para siempre (película de 1987)
Amigos para siempre (Venner for altid) es una película danesa de 1987 dirigida por Stefan Henszelman, que trata el tema de la homosexualidad en los adolescentes.

## Argumento
Cuando Kristian llega el nuevo barrio encuentra dos nuevos amigos, Henrik: el chico independiente, y Patrick: un líder. Pero Patrick guarda un secreto, su relación con el capitán del equipo de fútbol.

## Reparto
| Actor                 | Personaje |
| --------------------- | --------- |
| Rita Angela           |           |
| Carsten Morch         |           |
| Lilla Nielsen         |           |
| Lars Kylmann Jacobsen |           |
| Rasmus Bay Barlby     |           |

- Datos: Q1058578